# يوقاري غازبرون
يوقاري غازبرون هي بلدة في مقاطعة راميتان في ولاية بخارى في أوزبكستان.